# Tadasuke Akiyama
Pour les articles homonymes, voir Akiyama.
Tadasuke Akiyama (秋山 忠右, Akiyama Tadasuke) né le 17 mars 1941 et mort le 25 juin 2013 est un photographe japonais.
Né dans l'arrondissement de  Shinagawa à Tokyo en 1941, Akiyama étudie à la faculté des sciences politiques de l'université Waseda puis fréquente l'école de photographie de Tokyo dont il est diplômé en 1964. Il devient assistant de Yasuhiro Ishimoto mais très rapidement se met à son compte. Avec Haruo Satō, il crée Wakai gunzō ((若い群像)), série de photographies de jeunes au sein de la foule, pris en gros plan avec un objectif grand-angle, travail bien reçu qui a conduit à une série en collaborations avec Satō.
Akiyama parcourt l'Europe d'Ouest en Est juste avant la destruction du mur de Berlin; Il photographie également des carnavals aux Caraïbes à cette époque.
Akiyama enseigne à l'école de photographie de Tokyo depuis 1970.

## Albums de Akiyama
(par ordre chronologique, peut-être incomplet)
- Kokkyō Rurō (国境流浪?). Tokyo: Heibonsha, 2010.  (ISBN 4-582-82377-7).
- Kūsatsu Dai-Tōkyō (空撮大東京?). Tokyo: Shōbunsha, 1991.  (ISBN 4-398-22151-4).
- Nihon kūchū kikō (日本空中紀行?) / Sky Landscape. Tokyo: Jiji Tsūshin, 1994.  (ISBN 4-7887-9401-2).
- Kokkyō Rurō (国境流浪?) / Wandering about the Boundaries. 2 vols. Kyoto: Kyōto Shorin, 1998.  (ISBN 4-7636-1708-7) (vol.1),  (ISBN 4-7636-1709-5) (vol.2).
- Nippon air scope: Tori no yō ni kaze no yō ni (Nippon air scope: (鳥のように風のように?). Kyoto: Kyōto Shorin, 1999.  (ISBN 4-7636-1711-7).
- Tokyo air scope: Kūchū ni sankyaku o tateru (空中に三脚を立てる?). Kyoto: Kyōto Shorin, 1999.  (ISBN 4-7636-1726-5).
- Farmer.  Tokyo: Tōseisha, 2000.  (ISBN 4-924725-97-8).
- Nogyō o yarō! (農業をやろう!?). Tokyo: Sankaidō, 2000.  (ISBN 4-381-10372-6).

## Référence
- Nihon shashinka jiten ((日本写真家事典?)) / 328 Outstanding Japanese Photographers. Kyoto: Tankōsha, 2000.  (ISBN 4-473-01750-8). p. 20.(ja) En dépit du titre alternatif en anglais, tout le texte est en japonais.